# Alfons Ghesquière
Pour les articles homonymes, voir Ghesquière.
Alfons Ghesquière, né le 15 février 1909 à Ypres et mort le 18 septembre 1978 à Vilvorde, est un coureur cycliste belge, professionnel de 1931 à 1939.

## Palmarès
- 1928
  - Circuit franco-belge
  - 2e de Tourcoing-Dunkerque-Tourcoing
- 1929
  - Circuit franco-belge
  - Circuit minier et métallurgique du Nord
  - 2e de Tourcoing-Dunkerque-Tourcoing
- 1931
  - 2e de Paris-Valenciennes
  - 3e de Bruxelles-Liège
- 1932
  - Omloop van West-Vlaanderen
  - 2e de Barcelone-Madrid
- 1933
  - 2e de Paris-Bruxelles
  - 2e de Omloop van de Westkust
- 1934
  - Kattekoers
  - 2e de Roeselare-Ingelmunster
  - 2e de Paris-Lille
  - 2e du Omloop van West-Vlaanderen
- 1935
  - Tour de Corrèze
  - 3e de Paris-Arras
- 1936
  - Circuit du Pas-de-Calais
  - 2e de Paris-L'Aigle
  - 2e de Paris-Lille
  - 3e de Paris-Somain
- 1937
  - Paris-Lille
- 1938
  - Circuit du Pas-de-Calais
  - 2e étape du Tour du Luxembourg
  - 2e de Paris-Valenciennes
  - 2e de Tourcoing-Dunkerque-Tourcoing
  - 2e du G.P de la Somme
- 1939
  - G.P de la Somme